# Laholmspartiet
Laholmspartiet (LP) er et lokalt politisk parti i Laholms kommun i Hallands län.
Ved valgene i 2002 og 2014 fik partiet 1 mandat i kommunalbestyrelsen, mens det fik 2 mandater ved valgene i 2006 og 2010.
| Politisk parti | Spire Denne artikel om et politisk parti eller gruppe er en spire som bør udbygges. Du er velkommen til at hjælpe Wikipedia ved at udvide den. |